# Tansa (Iași)
Pour les articles homonymes, voir Tansa.
Tansa est une commune du județ de Iași en Roumanie.